# Dauer der Schulzeit
Die Dauer der schulischen Bildungsgänge ist von Land zu Land unterschiedlich.

## Deutschland
In Deutschland ist die Dauer der Schulzeit aufgrund der Kulturhoheit der Länder durch Landesrecht geregelt. Verantwortlich für die Regelung der Dauer der Schulzeit sind die Kultusministerien der 16 Bundesländer.

### Schulabschlüsse

#### Erster Schulabschluss
Der Erste Schulabschluss ist in Deutschland der erste allgemeinbildende Schulabschluss. Er wird auch als Hauptschulabschluss bezeichnet. Er wird in Berlin und Brandenburg Berufsbildungsreife und in Mecklenburg-Vorpommern und Rheinland-Pfalz Berufsreife genannt. Zur Erreichung des Ersten Schulabschlusses sind überall in Deutschland mindestens neun Jahre erforderlich.

#### Mittlerer Schulabschluss
Der mittlere Schulabschluss wird in den meisten Bundesländern als Realschulabschluss bezeichnet, in Brandenburg und Nordrhein-Westfalen als Fachoberschulreife, in Mecklenburg-Vorpommern als Mittlere Reife, in Rheinland-Pfalz als Qualifizierter Sekundarabschluss I und im Saarland als Mittlerer Bildungsabschluss. Zur Erreichung des mittleren Schulabschlusses sind überall in Deutschland mindestens zehn Jahre erforderlich.

#### Allgemeine Hochschulreife (Abitur)
Die Schulzeit bis zur Allgemeinen Hochschulreife (Abitur) beträgt in Deutschland je nach Bundesland 12 oder 13 Jahre.

### Historische Entwicklung der Dauer der Schulzeit in Deutschland
Das preußische Gymnasium etablierte sich ab dem 19. Jahrhundert. Damals umfasste es neun Jahre. Die Schulzeit bis zum Abitur dauerte mit einer dreijährigen Vorschule für höhere Schulen insgesamt 13 Jahre.
Der Weimarer Schulkompromiss 1919/1920 sorgte schließlich für eine Einführung der vierjährigen Grundschulzeit, was dazu führte, dass das Abitur erstmalig nach 13 Jahren erworben wurde. Durch einen Erlass wurde 1937 die Gymnasialzeit wieder auf acht Jahre verkürzt.
Nach Ende des Zweiten Weltkriegs wurde in der Sowjetischen Besatzungszone durch das Gesetz der Demokratisierung der deutschen Schulen 1946 eine achtjährige Grundschule und anschließend eine dreijährige Berufsausbildung zum Abitur eingeführt. In der DDR wurde somit die Hochschulreife bereits nach zwölf Jahren erreicht. Das Abitur in Rheinland-Pfalz wird seit 1967 nach zwei Jahren und sieben Monaten abgelegt. Die Bundesländer Sachsen und Thüringen behielten die zwölfjährige Schulzeit nach der Deutschen Wiedervereinigung bei. Dieser Umstand sowie der Vergleich mit der fast durchweg kürzeren Schulzeit in anderen Staaten und die Finanznot der Bundesländer führten in den 1990er und frühen 2000er Jahren zu einem bundesweiten Trend zur Planung der Verkürzung der Schulzeit und des Abiturs nach der zwölften Jahrgangsstufe. Alle übrigen Bundesländer führten das Abitur nach der zwölften Jahrgangsstufe (auch achtjähriges Gymnasium, kurz G8 oder umgangssprachlich Turbo-Abitur genannt) mit folgenden Abiturjahrgängen ein: Saarland 2009, Hamburg 2010, Bayern 2011, Niedersachsen 2011, Baden-Württemberg 2012, Bremen 2012, Brandenburg 2012, Berlin 2012, Hessen 2013, Nordrhein-Westfalen 2013 und Schleswig-Holstein 2016. Optional konnte das Abitur in Baden-Württemberg, Bayern, Berlin, Hessen, Nordrhein-Westfalen und Rheinland-Pfalz an ausgewählten Schulen auch nach 13 Jahren abgelegt werden. In fast allen Bundesländern, die das Abitur nach zwölf Jahren, also das achtjährige Gymnasium in den 2000er Jahren eingeführt haben, wurde nach den gemachten Erfahrungen die Wiedereinführung des neunjährigen Gymnasiums überwiegend befürwortet. In mehreren Bundesländern ist die Rückkehr vom G8 zum G9 mit folgenden Abiturjahrgängen beschlossen worden: Niedersachsen 2021, Bayern 2026, Schleswig-Holstein 2026, Nordrhein-Westfalen 2027. Für Baden-Württemberg steht der Termin noch nicht fest. In Hessen besteht an Schulen und Gymnasialzweigen der kooperativen Gesamtschulen die Wahlfreiheit der Schulen zwischen G8, G9 und dem Parallelangebot G8/G9. In Schleswig-Holstein dürfen Gymnasien frei wählen, ob sie eine 8- oder 9-jährige Schulausbildung anbieten. Einige Schulen bieten ein paralleles Modell an.

## Österreich

### Pflichtschulabschluss
In Österreich ist die minimale Schulzeit neun Jahre. Sie bestehen aus vier Klassen Volksschule, vier Klassen Mittelschule (bis 2018/19 auch noch Hauptschule) oder der Unterstufe Gymnasium und einem weiteren Jahr einer Polytechnischen Schule.

### Matura
Das Polytechnikum kann aber durch andere Möglichkeiten ersetzt werden:
Ab der neunten Schulstufe beginnt die Oberstufe des Gymnasiums (auch Allgemeinbildende höhere Schule, kurz: AHS) und endet mit der Matura nach der zwölften Schulstufe.
Man kann aber auch eine berufsbildende höhere Schule, kurz BHS, besuchen, die nach der 13. Schulstufe mit einer Reife- und Diplomprüfung abschließt und zum Besuch einer Hochschule ermächtigt.
Eine dritte Möglichkeit ist der Besuch der berufsbildenden mittleren Schule, die in vielen Fällen von der neunten bis zur elften (manchmal zwölften) Schulstufe dauert. Der Abschluss kann in manchen Fällen für einen dem Fach entsprechenden Lehrabschluss angerechnet werden. Nach dieser Schule besteht ebenso die Möglichkeit mittels eines gewöhnlich 3-jährigen Aufbaulehrgangs die Hochschulreife zu erlangen.

### Lehre + Matura
Eine Kombination einer Lehre mit Vorbereitungslehrgängen für die Matura ist eine weitere Möglichkeit der Erlangung der allgemeinen Hochschulreife.

### Berufsreifeprüfung (BRP)
Für Personen mit beruflicher Erstausbildung (z. B. Fachschulen, Berufsbildende mittlere Schulen, Schule für Gesundheits- und Krankenpflege, Lehrabschluss …) gibt es auch die Möglichkeit eine Berufsreifeprüfung abzulegen. Sie besteht aus vier Teilprüfungen (Deutsch, Mathematik, Lebende Fremdsprache, Fachbereich) ermöglicht den allgemeinen Hochschulzugang und ist einer Matura gleichgestellt.
Da eine Berufsreifeprüfung meist nach einer gewissen Zeit beruflicher Tätigkeit auf dem zweiten Bildungsweg gemacht wird, kann diese auch bei einem staatlich anerkannten Weiterbildungsinstitut absolviert werden. Weiterbildungsinstitute bieten für die entsprechenden Teilprüfungen kostenpflichtige Vorbereitungskurse an. Der Lehrgang im Fachbereich kann bei bereits bestandener beruflicher Tätigkeit in diesem Bereich entfallen. Eine der vier Teilprüfungen muss jedoch außerhalb des gewählten Ausbildungsinstitutes vor einer externen Berufsreifeprüfungskommission mit externen Beisitzern z. B. an einer Partnerschule stattfinden. Diese Schule ist bei positiv absolvierter Prüfung berechtigt ein offizielles Berufsreifeprüfungszeugnis auszustellen, welches mit einem Maturazeugnis mit allen Rechten wie dem allgemeinen Hochschulzugang oder einem Einstellungskriterium bei Jobausschreibungen völlig gleichgestellt ist.

## Schweiz
In der Schweiz gilt eine Schulpflicht von elf Jahren. Die Primarstufe – inklusive zwei Jahre Kindergarten oder die ersten beiden Jahre einer Eingangsstufe – umfasst acht Jahre, die Sekundarstufe I drei Jahre. Im Kanton Tessin dauert die Sekundarstufe I (Scuola media) vier Jahre.
Nach dem obligatorischen Schulunterricht treten die Jugendlichen auf die Sekundarstufe II über, wobei sie wählen können zwischen zwei Bildungswegen: der beruflichen Grundbildung und den allgemeinbildenden Schulen (Gymnasien, Fachmittelschulen). Die berufliche Grundbildung der Sekundarstufe II, die sogenannte Lehre, beginnt ab dem 15. Altersjahr und ist in der Regel im Alter von 18 oder 19 Jahren abgeschlossen. Das Gymnasium dauert in der Regel vier Jahre. In einigen Kantonen gibt es Langzeitgymnasien (sechs Jahre), in welche die Kinder bereits nach der Primarstufe eintreten. Organisationsform der Maturitätsschulen ist Sache der Kantone.
Über 90 % der Jugendlichen und jungen Erwachsenen bis 25 Jahre erwerben einen Abschluss auf Sekundarstufe II.

## Australien
Die Bildungspflicht in Australien besteht vom sechsten bis zum 15. Lebensjahr (bis 16 Jahre in Tasmanien). Jeder Staat und jedes Territorium hat seine eigenen Schulgesetze.
Neben den öffentlichen Schulen gibt es in allen Stufen auch private Schulen. In den privaten Schulen sind acht Schlüsselfächer vorgeschrieben, in denen je 60 Unterrichtsstunden je Semester zum Erlernen der grundlegenden Fähigkeiten vorgeschrieben sind.
Für die meisten Kinder beginnt die Grundschulzeit mit fünf Jahren. Die Grundschulzeit dauert bis ins siebte oder achte Schuljahr. Dann wechselt man in die weiterführenden Schulen, die bis zum zehnten Schuljahr besucht werden müssen. Die Vorschule und das elfte und zwölfte Schuljahr sind keine Pflicht.
Das Schuljahr läuft vom Januar bis Dezember.